# Saint-John Perse
Saint-John Perse (pseudonimul literar al lui Alexis Léger, n. 31 mai 1887, Pointe-à-Pitre, Guadeloupe, Franța – d. 20 septembrie 1975, Hyères, Provence-Côte d'Azur, Franța) a fost un poet și diplomat francez, laureat al Premiului Nobel pentru Literatură în 1960.

## Date biografice
Marie-René Alexis Saint-Léger Léger, ce va semna ca scriitor cu numele de Saint-John Perse, s-a născut la 31 mai 1887 în Guadelupa (Pointe-á-Pitre).
Își petrece copilǎria în mica insulǎ-proprietate a pǎrinților sǎi - Saint-Léger-les-Feuilles, în mijlocul naturii tropicale. 
În 1899 se stabilește împreunǎ cu familia sa în Franța, unde studiază la liceul din Pau. Leagǎ o strânsa prietenie cu Francis Jammmes.
Scrie "Images à Crusoé"(Imagini pentru Crusoe) în 1904. Studiază la facultațile de drept, științe și litere din Bordeaux, interesându-se cu precădere de filozofii presocratici și de dreptul roman.  
Publicǎ sub numele de Saint-Léger Léger volumul de versuri  "Éloges" (Elegii, 1911). După călătorii în Spania, Germania și Anglia, se stabilește la Paris, pregătindu-se pentru cariera diplomatică (1914).
Ca secretar de ambasadă la Peking, călătorește prin China, Coreea, Japonia, Mongolia. În aceeași perioadă compune "Anabase" (1916-1920), volum de poeme pe care îl va publica in 1924. Expert politic la Conferința Internaționala de la Washington din 1921, director în Cabinetul Diplomatic a lui Aristide Briand în 1925, director politic în Ministerul Afacerilor Externe în 1929, ambasador, secretar general al afacerilor externe, în 1933, decorat cu Legiunea de Onoare, este îndepărtat din funcțiile sale în 1940 în timpul guvernului de la Vichy, în urma neacceptării postului de ambasador la Washington. 
Pleacă la New York, stabilindu-se apoi, în calitate de consilier la Library of Congress, la Washington. Guvernul de la Vichy îi retrage cetățenia franceză, precum și decorația, confiscându-i toate bunurile. După eliberare este reintegrat în toate drepturile, dar scriitorul va continua să locuiască la Washington, de unde va reveni în Franța în fiecare an la proprietatea sa din Hyères. În 1959 i se decernează Marele Premiu Național pentru Literatură, iar în 1960 Premiul Nobel.
Moare la 20 septembrie 1975, la Giens. Poezia sa reintegrează experiența suprarealistă, fiind totodată o construcție riguros calculată și îl situează printre cei mai importanți poeți francezi ai secolului al XX-lea și, fără îndoiala, printre cei mai traduși (în ciuda dificultăților ridicate de vocabularul deosebit de bogat al acestei poezii clasice și baroce totodată).

## Motivația Juriului Nobel
Juriul Nobel a motivat decernarea premiului pentru Literatură lui Saint-John Perse prin următoarele cuvinte: „pentru zborul avântat și imaginația vie a poeziei sale, care reflectă în mod vizionar condițiile vremii noastre.”